# Vavro Šrobár

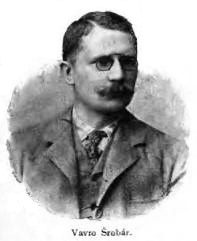
Vavro Šrobár (1907)

Vavro Šrobár (* 9. August 1867 in Liszkófalu, Komitat Liptau, Königreich Ungarn, heute Lisková; † 6. Dezember 1950 in Olmütz) war ein österreichisch-ungarischer Arzt, Aufklärer und tschechoslowakischer Politiker. Als Leiter des ‚Ministeriums mit Vollmacht für die Verwaltung der Slowakei‘ („Ministerstvo s plnou mocou pre správu Slovenska“; 1918–1920) war er de facto der erste Regierungschef der Slowaken nach deren Eingliederung in die Tschechoslowakische Republik.

## Leben
Geboren wurde Šrobár als Kind einer zwölfköpfigen Bauernfamilie. Aufgrund seiner Begabung wurde er vom Vater auf die Schule geschickt, setzte seine Bildung später an Gymnasien in Ružomberok, Levoča und Banská Bystrica fort. Wegen „panslawistischer Agitation“ wurde er noch vor Ablegen des Abiturs von allen ungarischen Schulen ausgeschlossen, weshalb er die Schule 1888 am Gymnasium in Přerov abschloss.
Nach dem Abitur entschied er sich für ein Studium in Prag, wo er sich der neu gegründeten slowakischen Studentenverbindung Detvan anschloss und zu einem ihrer Wortführer wurde. Zu dieser Zeit ergaben sich erste Kontakte mit dem Förderer slowakisch-tschechischer politischer Zusammenarbeit Tomáš Garrigue Masaryk, dessen Freund und politischer Anhänger Šrobár zeitlebens bleiben sollte. Darüber hinaus war er 1898 Mitbegründer der slowakischen Zeitschrift Hlas, die er bis 1904 herausgeben sollte.
Bis 1918 arbeitete er in Ružomberok als Arzt. Nebenbei kandidierte er 1906 erfolglos für das ungarische Parlament; zu dieser Zeit wurde er gemeinsam mit Andrej Hlinka wegen „Aufhetzung gegen die ungarische Nationalität“ angeklagt und zu einem Jahr Zuchthaus verurteilt.
Während des Ersten Weltkriegs arbeitete Šrobár für die tschechische Untergrundorganisation Maffie. Er gehörte zu den fünf sogenannten „Männern des 28. Oktober“, die am 28. Oktober 1918 in Prag die Gründung des selbstständigen Tschechoslowakischen Staates proklamierten und das Gesetz über die Errichtung des selbstständigen tschechoslowakischen Staates unterschrieben. Im neuen Staat war er politisch aktiv, partizipierte bis zu seinem Tod 1950 an verschiedenen Kabinetten in wechselnden Ressorts, darunter als Gesundheitsminister, Bildungsminister und Minister für slowakische Angelegenheiten in der Regierung Karel Kramář sowie Finanzminister. Parteilich war er an die Agrarpartei gebunden, für die er 1925 bis 1935 Abgeordneter in der tschechoslowakischen Nationalversammlung war.

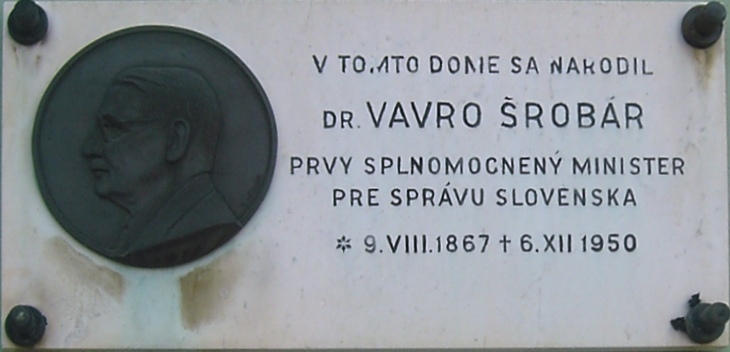
Gedenktafel an Šrobárs Geburtshaus in Lisková

Von der politischen Orientierung her blieb er stets Tschechoslowakist und trat dementsprechend gegen separatistische Tendenzen in der slowakischen Politik sowie gegen die Hlinka-Partei auf. Neben seiner politischen Tätigkeit hielt er ab 1922 Vorlesungen an der UK Prag; seit 1935 trug er den Titel Professor.
Während des Slowakischen Nationalaufstandes war er gemeinsam mit K. Šmidke einer von zwei Vorsitzenden des SNR. Mangels Einblick in das politische Taktieren der Führer des Aufstandes um Gustáv Husák übte er diese Funktion unter deren Einfluss aus, sodass er entgegen seiner tschechoslowakistischen Überzeugung an den separaten Verhandlungen des SNR in Moskau teilnahm.
Nach dem Zweiten Weltkrieg setzte Šrobár seine politische Tätigkeit als Minister fort. Verstoßen aus der Demokratischen Partei, gründete er 1946 die slowakische Strana slobody (Freiheitspartei). Als einer der wenigen Staatsmänner der Ersten Republik arbeitete er auch nach dem Februarumsturz von 1948 mit der Regierung Klement Gottwalds zusammen, wo er den Posten des Ministers für Vereinheitlichung der Gesetze bekleidete.

## Schriften
- Naše snahy (dt. Unsere Mühen; Zeitschriftenbeitrag), Hlas 1898
- Maďarizácia (dt. Magyarisierung, Zeitschriftenbeitrag), Hlas 1900
- O československej vzájomnosti (dt. Über die tschechoslowakische Wechselseitigkeit), Prúdy 1901
- Vzájomnosť československá (dt. Tschechoslowakische Wechselseitigkeit, Zeitschriftenbeitrag), Hlas 1902
- Viera a veda (dt. Glaube und Wissenschaft), Prúdy 1913
- Vláda ľudu v demokracii (dt. Volksherrschaft in der Demokratie), 1919
- Osvobodené Slovensko (dt. Die befreite Slowakei), Praha 1928